# Jean-Gilles Berthommier
Pour les articles homonymes, voir Berthommier.
Jean-Gilles Berthommier , né le 22 février 1948 à Paris, est un homme politique français.

## Détail des fonctions et des mandats
Mandat parlementaire
- 2 mai 1993 - 1er juin 1995 : Député de la 4e circonscription d'Ille-et-Vilaine

Mandats locaux
- 1986 - 1989 : Maire de Saint-Erblon
- 1989 - 1995 : Maire de Saint-Erblon
- 1995 - 2001 : Maire de Saint-Erblon
- 2001 - 2008 : Maire de Saint-Erblon